# 세베 바예스테로스

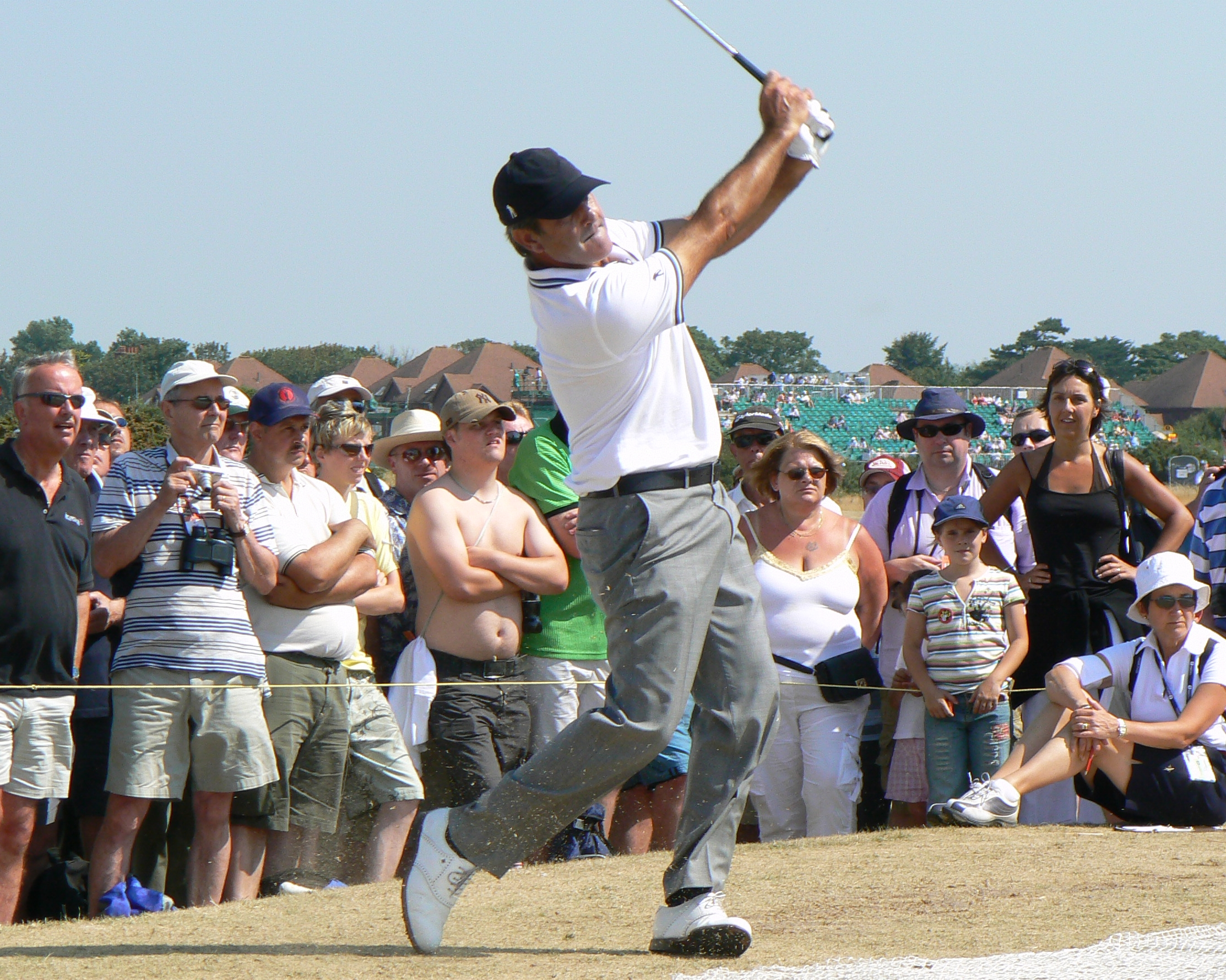
2006년의 세베 바예스테로스

세베리아노 세베 바예스테로스 소타(Severiano "Seve" Ballesteros Sota, 1957년 4월 9일 ~ 2011년 5월 7일)는 스페인의 프로 골프 선수였으며 1970년대 중순부터 1990년대 말까지 스포츠를 선도하는 인물 가운데 한 명이었다.
바예스테로스는 뇌종양으로 고생하며 '세베 바예스테로스 재단'을 설립했다. 이는 암으로 인하여 고통 받는 환자들을 돕고 젊은 골프 선수들이 훌륭하게 자라날 수 있게 재정적으로 지원하기 위해서 만든 것이다. 2008년에 뇌종양으로 판정 받고 4번 종양제거 수술을 받은 다음 항암치료를 받는 등 힘겨운 싸움을 계속했던 그는 2011년 5월 7일 스페인에 위치한 자신의 집에서 가족들이 지켜보는 가운데 편안히 숨을 거뒀다.